# Burg und Schloss Daisbach
Burg und Schloss Daisbach ist die Ruine einer ehemaligen Wasserburg im Dorf Daisbach, einem heutigen Stadtteil der Stadt Waibstadt im Rhein-Neckar-Kreis in Baden-Württemberg.

## Lage
Die frei zugängliche Ruine befindet sich in der Ortsmitte von Daisbach nahe der evangelischen Kirche in einer Parkanlage mit See an der Quelle des Daisbachs.

## Geschichte
Die Wasserburg wurde vermutlich um 1200 erbaut und 1349 erstmals urkundlich erwähnt, als Kuntz von Massenbach sie und das Dorf an die Herren von Venningen, ein Kraichgauer Rittergeschlecht, verkaufte. Um 1400 fanden Aus- und Umbauten statt. 1446 erbte die Tochter, die mit Matthias von Rammung verheiratet war, die Anlage und im Jahre 1497 kam Albrecht V. Göler von Ravensburg in ihren Besitz. 1607 bestätigte Kaiser Rudolf II. die Familie von Göler mit der "Feste". Im Dreißigjährigen Krieg wurde die Burg beschädigt. In einer Beschreibung von 1627 steht, dass der Hauptbau abgebrannt wäre.
1730 begann Karl Eberhard von Göler mit dem Wiederaufbau der Burg, erwähnt als „ganz neus Schloss“, der durch den Tod des Bauherrn 1732 unvollendet blieb. 1844 stürzte das Notdach ein. Die Anlage verfiel, diente als Steinbruch, nur der Gewölbekeller wurde noch als Lager verwendet.
1926 wurden erste Sanierungsmaßnahmen mit einer Betonplatte über dem Keller vorgenommen. 1957 widersetzte sich der Besitzer einer vom Landratsamt Sinsheim wegen Einsturzgefahr erteilten Abbruchverfügung mit Erfolg und Zahlung einer Geldstrafe. 1983 kam die Anlage von der Familie Göler von Ravensburg in den Besitz der Stadt Waibstadt. 1988 wurde ein Zufahrtsweg von der Hauptstraße aus angelegt. 1991 formierte sich ein Kreis von Ehrenamtlichen, die mit Sicherungsmaßnahmen an der Ruine begannen. 1995 war die Ruine anlässlich des Tages des Offenen Denkmals erstmals wieder für die Öffentlichkeit zugänglich.

## Anlage
Heute zeigt die Ruine die Reste eines unvollendeten rechteckigen Barockschllössschens mit rundem Treppenturm im Renaissancestil der Vorgängeranlage. Auf der Südseite befand sich ein kompaktes zweistöckiges Wohnhaus. Ebenfalls an der Südseite sind Fundamente der hochmittelalterlichen Burganlage sichtbar. Neben dem Treppenturm befindet sich der zweiteilige Gewölbekeller mit rundbogigem Zugang auf der Nordseite, dessen Boden über dem See liegt, der früher Teil des Wassergrabens war. Die Außenmauern mit Fenstern sind noch bis zum ersten Stock erhalten und waren auf der gefährdeten Ostseite stark verstärkt. An der Nordostecke befinden sich noch zwei Mauerreste, die eventuell eine Verbindung zu einem weiteren Gebäude oder einer Mauer herstellten. An der Nordwestecke findet sich ein Eckquader mit Neidkopf und Datierung 1400, aus der die Annahme eines Umbaus der Burg zu jener Zeit hergeleitet wird.
Über dem Schlosshofdurchgang befindet sich das Allianzwappen von Karl Eberhard von Göler und seiner Frau Katharina Elisabetha Helwica, geborene von Winkelmann. Der Schlosshof an der Stelle der ehemaligen Vorburg ist heute noch Sitz der Freiherren Göler von Ravensburg.